# Tarik Biberović
Tarik Biberović (Zenica; 28 de enero de 2001) es un baloncestista con doble nacionaldad bosnia y turca que pertenece a la plantilla del Fenerbahçe de la BSL turca. Con 2,01 metros de estatura, juega en la posición de alero.

## Trayectoria deportiva

### Primeros años
Biberović, canterano del equipo OKK Spars de Bosnia, llamó especialmente la atención con su actuación en el Torneo Adidas Next Generation con el equipo Spars en la temporada 2016-2017. Jugó cuatro partidos en este torneo, permaneció en la cancha durante 32,9 minutos y promedió 17,8 puntos, 6,3 rebotes, 2,3 asistencias y 1,3 tapones.

### Profesional
Su potencial llamó la atención y acabó vinculándose al Fenerbahçe Beko, club que juega tanto en la Basketbol Süper Ligi como en la Euroliga. No apareció en ningún partido de la liga nacional para el club durante la campaña 2018-19 debido a las reglas de la licencia, pero hizo su debut en la Euroliga en el partido contra el Panathinaikos BC el 8 de febrero de 2019 a la edad de 18 años.
Sin embargo, durante la temporada 2020-21, Biberović jugó un papel importante en la BSL, apareciendo en 35 partidos y siendo titular en 11. En sus cinco temporadas en el equipo promedió 2,7 puntos y 1,3 rebotes por partido en Euroliga.
Fue elegido en la quincuagésimo sexta posición del Draft de la NBA de 2023 por los Memphis Grizzlies, pero continuó en el equipo turco.

## Estadísticas

### Euroliga
| Año     | Equipo     | PJ | PT | MPP  | %TC  | %3P  | %TL   | RPP | APP | ROB | TPP | PPP | VAL |
| ------- | ---------- | -- | -- | ---- | ---- | ---- | ----- | --- | --- | --- | --- | --- | --- |
| 2018–19 | Fenerbahçe | 8  | 0  | 5.5  | .500 | .125 | .500  | 1.5 | .1  | .1  | .2  | 2.2 | 1.5 |
| 2019–20 | Fenerbahçe | 6  | 1  | 10.4 | .389 | .000 | .000  | 1.7 | 1.0 | .0  | .0  | 2.3 | .7  |
| 2020–21 | Fenerbahçe | 16 | 2  | 9.2  | .545 | .389 | .667  | 1.5 | .3  | .2  | .1  | 2.9 | 2.3 |
| 2021–22 | Fenerbahçe | 7  | 2  | 10.2 | .353 | .125 | 1.000 | .7  | .6  | .4  | .0  | 2.4 | .6  |
| 2022–23 | Fenerbahçe | 6  | 1  | 10.5 | .375 | .286 | .000  | .8  | .3  | .3  | .2  | 3.0 | .2  |
| Total   | Total      | 43 | 6  | 9.2  | .442 | .236 | .636  | 1.3 | .4  | .2  | .1  | 2.7 | 1.3 |